# 하마야

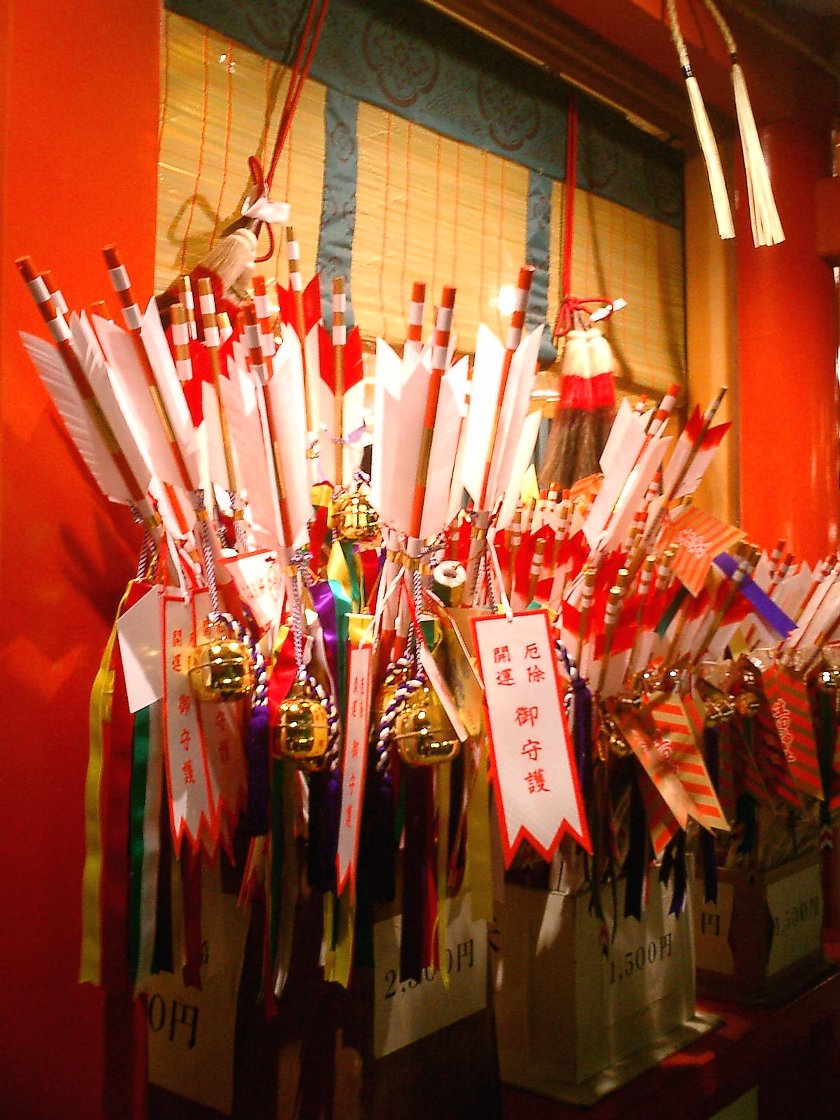

하마야(일본어: 破魔矢→파마살)이란 정월에 연기물(縁起物, 길조를 비는 물건)이나 신구(神具)로서 신사・사원에서 나눠주는 화살이다. 하마유미(일본어: 破魔弓→파마활)라는 활과 세트를 이루기도 한다. 그 밖에도 가옥을 신축했을 때 상량식을 할 때 용마루 위에 귀문방 쪽으로 궁시를 세운다. 신생아가 태어나고 처음 돌아오는 명절에 지인들이 파마살・파마활을 주는 관습도 있다.
고대에 정월에 활쏘기를 시험하던 사례(일본어: 射礼 쟈라이[*])라는 행사에서 사용된 궁시에서 유래된 것으로 알려져 있다. 원래 하마(ハマ)란 사례에 쓰이는 과녁을 의미한 것이고, 사례에서 쓰는 활과 화살을 하마활・하마살이라고 했다.  여기에 "파마"(破魔)라는 한자가 나중에 부여되어서 길조의 상징으로서 주고받는 풍습이 생겨났다.